# Portu (fotbollsspelare)
Cristian Portugués Manzanera, född 21 maj 1992, mer känd som Portu, är en spansk fotbollsspelare som spelar för Girona.

## Karriär
Den 18 juni 2019 värvades Portu av Real Sociedad, där han skrev på ett femårskontrakt. Den 21 juni 2022 lånades Portu ut till Getafe på ett låneavtal över säsongen 2022/2023 med option för köp. Den 21 juni 2023 så köptes Portu av Getafe.
Den 1 september 2023 blev Portu klar för en återkomst i Girona, där han skrev på ett fyraårskontrakt.